# Матраевское водохранилище
Матраевское водохранилище на реке Бузавлык находится в Хайбуллинском районе Республики Башкортостан, у посёлка Петропавловский. Объём — 21,0 млн м³.
На той же реке Бузавлык у д. Матраево Зилаирского района расположено Бузавлыкское водохранилище.
Строительство объекта и его эксплуатация — «Башмелиоводхоз».

## Основные параметры водохранилища
- Площадь зеркала при НПУ — 70,0 га.
- Объём: полный — 2100,00 тысяч м³, мёртвый — 1045,00 тыс. м³.
- Глубина: максимальная — 9,30 м, средняя — 3,00 м.
- Длина — 0,545 км.
- Срок заиления — 30,0 лет.
- Земляная плотина: отметка гребня — 369,80 м (БС), длина по гребню — 305,65 м, ширина по гребню — 10,0 м.

Назначение: регулирование весеннего стока, противопаводковая защита населения и объектов, водоснабжение, рекреация.